# Məzrəli (Imishli)
Məzrəli è un comune dell'Azerbaigian situato nel distretto di İmişli. Conta una popolazione di 3 320 abitanti.